# Жабіцький Ілля Миколайович
Ілля́ Микола́йович Жабіцький (30 квітня 1991, Магадан, Російська РФСР — 23 вересня 2016, смт Зайцеве, Бахмутський район, Донецька область, Україна) — старший солдат Збройних сил України, учасник війни на сході України, кулеметник (53-тя окрема механізована бригада).
Загинув під час мінометного обстрілу.
По смерті залишилася мати.
Похований у м. Вінниця, міське кладовище, Алея Героїв.

## Примітки

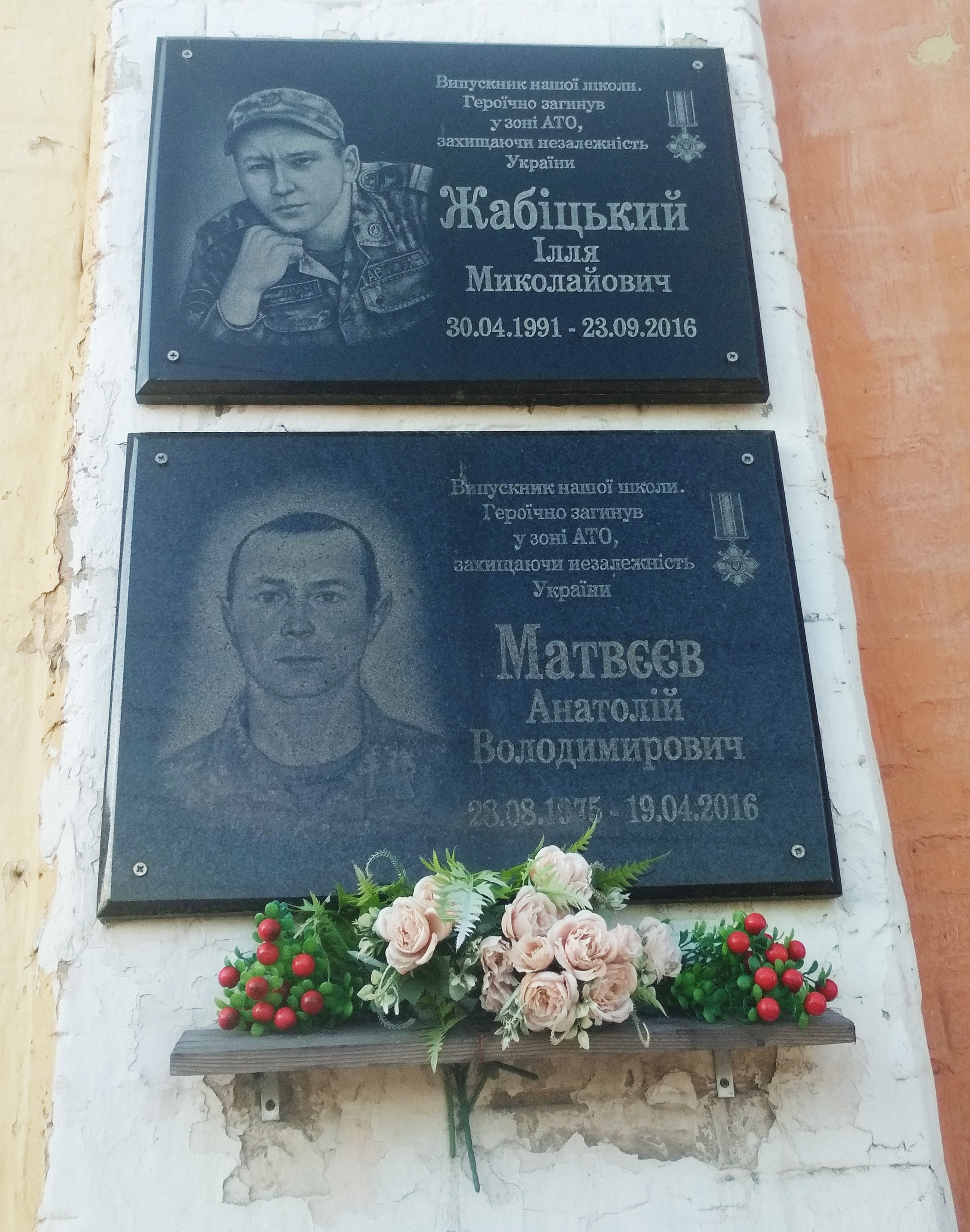
Меморіальна дошка на школі № 9 у м. Вінниці

## Нагороди
Указом Президента України № 567/2016 від 21 грудня 2016 року «за особисту мужність і самовідданість, виявлені у захисті державного суверенітету та територіальної цілісності України, вірність військовій присязі» нагороджений орденом «За мужність» III ступеня (посмертно).